# Philippe Ramos
Philippe Ramos (* 1964) ist ein französischer Regisseur und Drehbuchautor sowie Filmeditor.

## Leben
Philippe Ramos wuchs im französischen Département Vaucluse auf. Als Jugendlicher bekam er eine Super-8-Kamera geschenkt. Es dauerte nicht lange, und das Filmen wird zu seinem liebsten Hobby. Mit seinen selbstgedrehten Streifen veranstaltete er für seine Freunde private Vorführungen. Für sie fertigte er sogar kleine Vorschaufilme an, die er zwei Wochen vor der geplanten Premiere seiner Filme zeigte. Erst 1992 entschloss er sich, seinen Film „Madame Edwarda“, für den ein Werk von Georges Bataille die Vorlage lieferte, einem breiteren Publikum zugänglich zu machen. Unter anderem auch ermutigt durch die wohlwollenden Kritiken von Filmmagazinen wie Cahiers du cinéma und Bref, stieg er auf professionelles Material um und drehte drei erste Kurzfilme, darunter „Vers le silence“ und „Ici-bas“, beide mit Pascal Andrès und Françoise Descarrega in den Hauptrollen. Es folgten „L’arche de Noé“, ein Kurzfilm aus dem Jahr 1999, sein erstes Werk in Spielfilmlänge, „Adieu pays“, und „Capitaine Achab“, ein Kurzfilm aus dem Jahr 2004 mit Valérie Crunchant und Frederic Bonpart in den Hauptrollen. Den Stoff des letztgenannten Films verfilmte Ramos im Jahr 2007 für den Langfilm Capitaine Achab erneut mit Denis Lavant und Dominique Blanc. Ramos ist außerdem auch als Filmeditor tätig, häufig für seine eigenen Filme.

## Filmografie
- 1993: Les îles désertes (Kurzfilm)
- 1995: Vers le silence (Kurzfilm)
- 1996: Ici-bas (Kurzfilm)
- 2000: L’Arche de Noé
- 2001: Der alte Traum lässt uns nicht los (Ce vieux rêve qui bouge, Filmschnitt)
- 2003: Adieu pays
- 2004: Capitaine Achab (Kurzfilm)
- 2007: Kapitän Ahab (Capitaine Achab)
- 2011: Jeanne captive
- 2015: Fou d’amour

## Auszeichnungen
- 2003: Preis der Jury beim Festival du Premier Film de Douai für Adieu Pays
- 2007: Regiepreis und FIPRESCI-Preis beim Internationalen Filmfestival von Locarno für Kapitän Ahab
- 2015: Grand Prix des Amériques auf dem Montreal World Film Festival für Fou d’amour